# Petite Grosne
Pour la commune, voir Grosne. Pour l'autre affluent de la Saône, voir Grosne (rivière).
La Petite Grosne est une rivière des deux départements du Rhône et de Saône-et-Loire  dans les deux régions de Bourgogne-Franche-Comté et Auvergne-Rhône-Alpes. C'est un affluent droite de la Saône, avec laquelle elle conflue au sud de Mâcon.

## Géographie
Elle mesure 25,6 kilomètres. Elle prend source sur la commune de Cenves, à 555 m d'altitude au nord des deux sommets Tête du Pis (655 m) et Grande Montagne (681 m), ainsi que du col de la Sibérie (611 m).
Elle coule vers le nord-est et conflue sur la commune de Mâcon à 171 m d'altitude en rive droite de la Saône, juste au nord de l'A406.

### Communes traversées

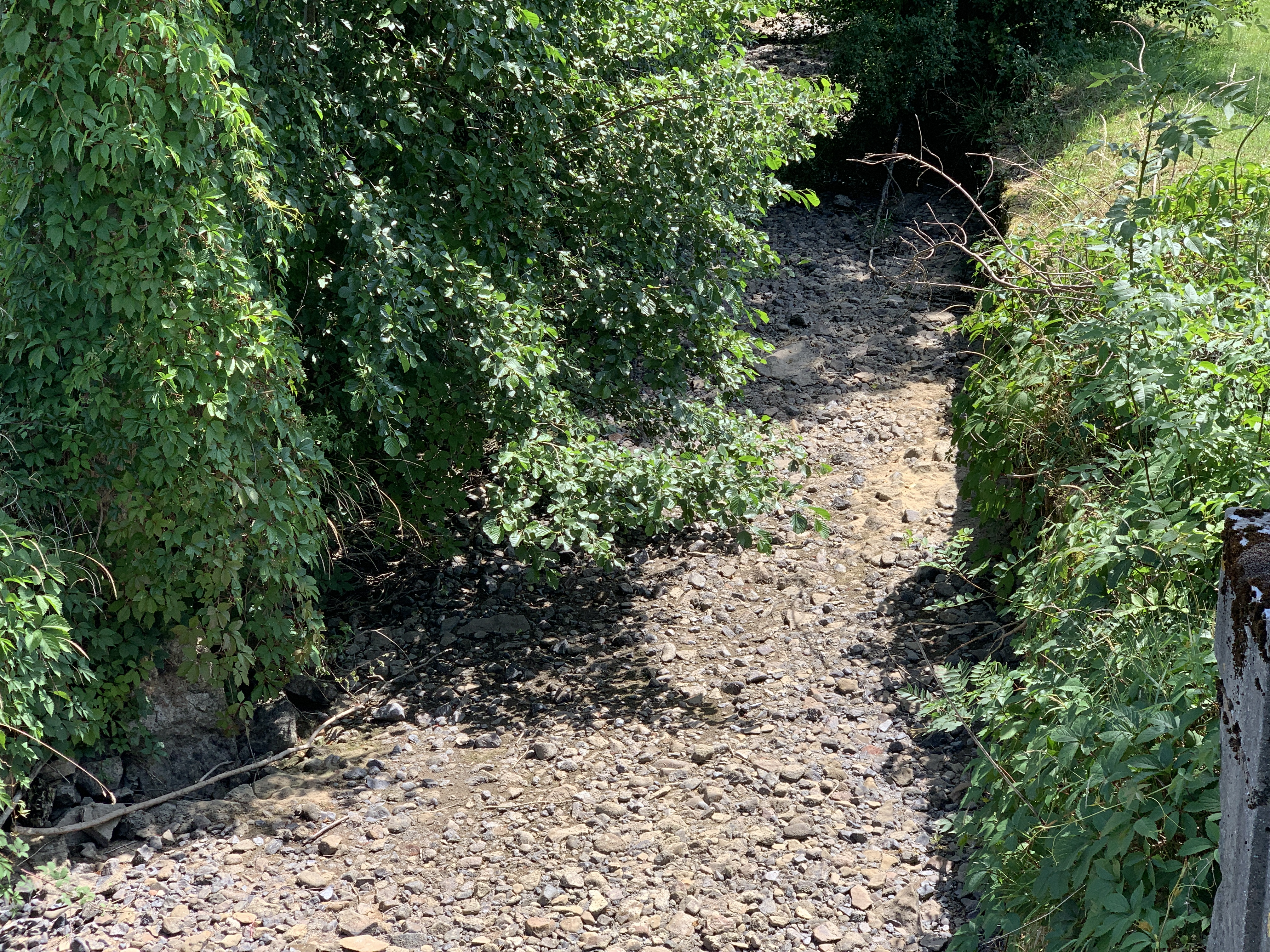
Le cours d'eau à sec en juillet 2020 à Prissé.

Dans les deux départements du Rhône et de Saône-et-Loire, la Petite Grosne traverse les neuf communes suivantes, de l'amont vers l'aval : Cenves (source), Serrières, Pierreclos Bussières, Prissé, Davayé, Charnay-lès-Mâcon, Varennes-lès-Mâcon, Mâcon (confluence).
En termes de cantons, la Petite Grosne, prend source dans le canton de Monsols, traverse le canton de Tramayes et le canton de Mâcon-Centre, conflue dans le canton de Macon-Sud, le tout dans les deux arrondissement de Villefranche-sur-Saône et arrondissement de Mâcon.

### Bassin versant
La Petite Grosne traverse une seule zone hydrographique « La Saône de la Veyle à l'Artois » (U430) d'une superficie de 26 940 km2,.

## Affluents
La Petite Grosne a deux affluents référencés :
- le Fil (rg[note 2]), 7,2 km sur les cinq communes de Sologny, Berze-la-Ville, Milly-Lamartine, La Roche-Vineuse, Prissé et avec un bras de 1,1 km sur la seule commune de la Roche-Vineuse.
- le ruisseau Denante (rd), 5,3 km sur les deux communes de Davayé et Vergisson.

### Rang de Strahler
Le rang de Strahler de la Petite Grosne est donc de deux.

## Hydrologie
Son régime hydrologique est dit pluvial.